# آردن، شهرستان باربر، ویرجینیای غربی
آردن (به انگلیسی: Arden) یک منطقهٔ مسکونی در ایالات متحده آمریکا است که در شهرستان باربر، ویرجینیای غربی واقع شده‌است.